# Автошлях Т 1641
Автошля́х Т 1641 — колишній автомобільний шлях територіального значення в Одеській області. Проходив територією Одеського району через Овідіополь — Дальник — Санжійку — Чорноморськ до перетину з М27. Загальна довжина — 23,6 км.

## Маршрут
Автошлях проходить через такі населені пункти:
| Автошлях Т 1641 |           |
| Одеська область |           |
| Одеський район  |           |
| Овідіополь      | Н33Т 1625 |
| Дальник         |           |
| Санжійка        | Т 1647    |
| Чорноморськ     |           |
| Молодіжне       | М27Т 1620 |